# Journal of the International Phonetic Association
Journal of the International Phonetic Association (JIPA) es una revista científica cuatrimestral publicada por Cambridge University Press y la Asociación Fonética Internacional (AFI). La revista cubre diversos temas de fonética y fonética aplicada, tales como la terapia del lenguaje y el reconocimiento de voz. Del mismo modo, JIPA dedica espacio a la discusión de los principios subyacentes del Alfabeto Fonético Internacional y publica artículos y notas que lo utilizan para analizar muestras de diversas lenguas del mundo.
JIPA fue fundada en 1886 bajo el nombre Dhi Fonètik Tîtcer ("El Profesor de Fonética"). En 1889, cambió de nombre a Le Maître Phonétique, cuando el francés se convirtió en la lengua oficial de la AFI. Originalmente la revista estaba enteramente escrita con el Alfabeto Fonético Internacional, con su nombre estilizado como "lə mɛːtrə fɔnetik" y de ahí abreviado como "mf", hasta que en 1971 cambió a su nombre actual y el inglés volvió a ser la lengua oficial de la AFI.